# Kiki Dimoula

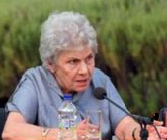
Kiki Dimoula, 2011

Kiki Dimoula (griechisch Κική Δημουλά; * 6. Juni 1931 in Athen; † 22. Februar 2020 ebenda) war eine griechische Dichterin.

## Leben
Von 1949 bis 1973 arbeitete sie als Bankangestellte bei der Bank von Griechenland. 1952 begann sie, als Literatin in Erscheinung zu treten.
2003 wurde sie zum ordentlichen Mitglied der Akademie der Wissenschaften Athen gewählt. Sie erhielt etliche Auszeichnungen, u. a. den Griechischen Staatspreis für Lyrik 1972 und 1995 sowie 2009 den Europäischen Preis für Literatur für ihr Gesamtwerk. Kiki Dimoulas Gedichte wurden in mehrere Sprachen übersetzt (u. a. ins Englische, Französische, Dänische, Spanische, Italienische, Schwedische, Serbische, Deutsche). Kiki Dimoula lebte in Athen.
2010 wurde ihr der griechische Sonderpreis der Literatur verliehen.

## Werke
Gedichtbände:
- Ποιήματα (Gedichte), 1952.
- Έρεβος (Finsternis), 1956.
- Ερήμην (In Abwesenheit), 1958.
- Επί τα ίχνη (Auf den Spuren), 1963.
- Το λίγο του κόσμου (Das Wenige der Welt), 1971
- Το Τελευταίο Σώμα μου (Mein letzter Körper), 1981.
- Χαίρε ποτέ (Lebe wohl niemals), 1988
- Η εφηβεία της Λήθης (Die Pubertät des Vergessens), 1996.
- Ενός λεπτού μαζί (Eine Gedenkminute zusammen), 1998.
- Ήχος απομακρύνσεων (Klang der Entfernungen), 2001.
- Χλόη θερμοκηπίου (Grünes aus dem Treibhaus), 2005.
- Μεταφερθήκαμε παραπλεύρως (Nach nebenan verzogen), 2007.

in deutscher Sprache:
- Plötzlich wurde ich hellhörig. Romiosini Verlag, Köln 2008, ISBN 978-3-929889-81-9.